# Фейгин, Борис Львович
Бори́с Льво́вич Фе́йгин (род. 20 ноября 1953, Москва) — российский математик, специалист по теории представлений, математической физике, алгебраической геометрии, группам и алгебрам Ли, конформной теории поля, гомологической и гомотопической алгебре, квантовым теориям. Член-корреспондент РАН с 2022 года.

## Биография
В 1969 году окончил московскую среднюю физико-математическую школу № 2.
Учился на мехмате МГУ с 1969 по 1974 годы, научные руководители — Дмитрий Фукс и Израиль Гельфанд. Дипломная работа — «Характеристические классы флагов слоений» (1975). После окончания вуза не смог поступить в аспирантуру в связи с ростом антисемитских настроений в МГУ. Некоторое время работал программистом на производстве.
В 1976 году поступил в аспирантуру Ярославского университета, кандидатскую диссертацию на тему «О когомологиях групп и алгебр токов» защитил в 1982 году в ЛОМИ АН СССР. В 1990 году был пленарным приглашённым докладчиком на международном конгрессе математиков в Киото.
С 1992 года является профессором Независимого университета и ведущим научным сотрудником Института теоретической физики имени Л. Д. Ландау. В 1995 году защитил докторскую диссертацию «Представления бесконечномерных алгебр Ли и интегрируемая двумерная квантовая теория поля».
С 2008 года — профессор факультета математики НИУ ВШЭ. В 2013 году выбран ординарным профессором НИУ ВШЭ. С 2014 года является заведующим Лаборатории теории представлений и математической физики НИУ ВШЭ. Лауреат внутриуниверситетской премии «Золотая Вышка» 2014 года в номинации «Достижение в науке».
Член редколлегий журналов:
- «Функциональный анализ и его приложения»
- «Moscow Mathematical Journal»
- «Transformation groups»

Среди защитившихся учеников Э. Френкель, Б. Цыган, А. Одесский, С. Архипов.

## Некоторые публикации

### Книги
- Бурман Ю.М., Фейгин Б.Л. Бесконечномерные алгебры Ли — I: полубесконечные формы, алгебра Вирасоро и вертексные операторы. — М., 1997. — 80 с.
- Фейгин Б.Л., Фукс Д.Б. Когомологии групп и алгебр Ли. — М.: ВИНИТИ, 1988. — 51 с.

## Семья
- Отец — Лев Абрамович Фейгин, профессор, доктор физико-математических наук, главный научный сотрудник Института кристаллографии РАН.
- Мать — Марина Борисовна Фейгина, урождённая ? (?—2013), научный сотрудник Института этнографии АН СССР, член редакции журнала «Советская этнография».
- Жена — Инна Фейгина, урождённая ?.
  - Сын — Роман Борисович Фейгин, спортивный обозреватель РБК.
  - Сын — Евгений Борисович Фейгин, доктор физико-математических наук, профессор факультета математики НИУ ВШЭ.
  - Дочь — Елизавета Борисовна Фейгина, Монтессори-педагог, филолог.